# Constantino II (antipapa)
Constantino II, nacido en Nepi, fue antipapa desde el 29 de junio de 767 al 6 de agosto de 768, durante el pontificado de Esteban III.
Tras la muerte del papa San Paulo I, el duque de Nepi aprovecha para provocar una insurrección armada y proclamar como papa a su hermano, un laico que tomará el nombre de Constantino II.
Al ser laico, fue ordenado antes de ser consagrado Papa, circunstancia nada inusual en la época, pero que será el motivo por el que un tribunal eclesiástico lo deponga el 6 de agosto de 768. Después de ser depuesto se le arrancaron los ojos y confinado a un monasterio, donde más adelante fallecería.
Se designa como sucesor a un sacerdote romano llamado Felipe que renuncia al día siguiente.